# Jan Zeh

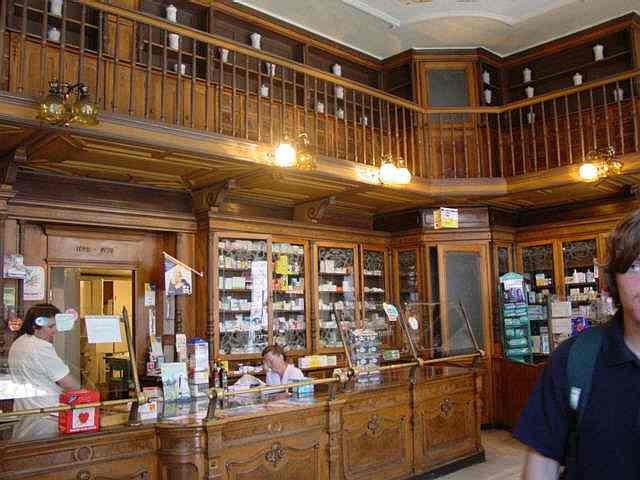
Wnętrze apteki Mikolascha we Lwowie, w której pracowali Jan Zeh i Ignacy Łukasiewicz

Jan Zeh (ur. 2 lipca 1817 w Łańcucie, zm. 25 stycznia 1897 w Borysławiu) – polski przemysłowiec, pionier przemysłu naftowego, jedyny posiadacz uprawnień przetwarzania ropy naftowej w Galicji.

## Życiorys
Syn Joachima (aptekarza) i Krystyny. Po ukończeniu gimnazjum i odbyciu praktyki aptekarskiej w Samborze studiował na Uniwersytecie Wiedeńskim, uzyskując 8 sierpnia 1846 tytuł magistra farmacji. Podjął pracę w aptece „Pod Złotą Gwiazdą” Piotra Mikolascha we Lwowie. Wraz z Ignacym Łukasiewiczem prowadzili tam doświadczenia, w wyniku których wynaleźli destylat naftowy, który świecił w lampach naftowych skonstruowanych przez lwowskiego blacharza Adama Bratkowskiego. Pierwsze na świecie lampy naftowe oświetliły pomieszczenie samej apteki Mikolascha, natomiast 31 lipca 1853 lampy naftowe po raz pierwszy wykorzystano dla oświetlenie sal operacyjnych szpitala miejskiego przy ul. Łyczakowskiej we Lwowie, co pozwoliło doktorowi Zaorskiemu przeprowadzić pierwszą operację po zmroku. 27 maja 1853 Zeh złożył wniosek o nadanie przywileju pierwszeństwa w zakresie przetwarzania ropy naftowej. Uprawnienia otrzymał 2 grudnia 1853, następnie przedłużone do 2 grudnia 1859.
We własnej rafinerii we Lwowie, od 1853 do początku lat 60. XIX w., na podstawie zezwolenia władz austriackich produkował naftę, smary, świece parafinowe, a wytworzone produkty sprzedawał w sklepie przy ul. Krakowskiej we Lwowie, w całym kraju oraz za granicą. Osiągnięcia na niwie naftowej opublikował w relacji „Pierwsze objawy przemysłu naftowego w Galicji”. Dotknęła go osobista tragedia: 12 lutego 1858 w pożarze sklepu z produktami naftowymi zginęła jego żona Dorota z Obłoczyńskich (l. 21) i jej siostra Hermina (l. 17). W latach 60. XIX w. wycofał się z dalszej działalności naftowej, nie zadbał o rozgłos i sławę, lecz pogrążony w skromności powrócił do wyuczonej profesji wśród nafciarzy Borysławia. W 1861 roku poślubił Marię z Obłoczyńskich (trzecią z sióstr). 21 sierpnia 1875 otrzymał koncesję starostwa drohobyckiego na otwarcie apteki w Borysławiu. W marcu 1876 r. otworzył aptekę przybrawszy za jej godło „gwiazdę”.
Pierwsze małżeństwo J. Zeha było bezdzietne. Z drugiego miał dwie córki; starszą Amelię i młodszą Stefanię. W 1892 roku Amelia poślubiła  Zdzisława Leopolda Emila Łacnego, który przejął zarząd apteki teścia, a po jego śmierci objął ją na własność (zm. śmiercią samobójczą w 1902 roku). Amelia poślubiła Aleksandra Chomińskiego, który po jej śmierci w 1918 roku przejął aptekę (zm. na serce trzy lub sześć lat po żonie). Chomińscy nie doczekali się potomstwa, a aptekę nabył od spadkobierców Artur Rothenberg (był w jej posiadaniu jeszcze w 1935 roku).
Jan Zeh zmarł w Borysławiu i pochowany został na starym cmentarzu w tym mieście.
We Lwowie znajduje się jego pomnik, przedstawiający Zeha siedzącego na ławeczce. Jest on często mylony ze znajdującym się nieopodal pomnikiem Ignacego Łukasiewicza, który przedstawia uczonego wychylającego się z okna kamienicy i wskazującego na współpracownika.
22 kwietnia 2015 roku w Łańcucie ulicy pomiędzy rynkiem, przy którym Jan Zeh się urodził, a ulicą Wałową, przy której stała apteka Ignacego Łukasiewicza nadano nazwę ulicy Łukasiewicza i Zeha.